# Lukovo, Irșava
Lukovo (în ucraineană Луково) este o comună în raionul Irșava, regiunea Transcarpatia, Ucraina, formată numai din satul de reședință.

## Demografie
Componența lingvistică a comunei Lukovo
     Ucraineană (98,72%)
     Rusă (1,16%)
     Alte limbi (0,06%)
Conform recensământului din 2001, majoritatea populației comunei Lukovo era vorbitoare de ucraineană (98,72%), existând în minoritate și vorbitori de rusă (1,16%).